# Morro da Garça
Morro da Garça est une municipalité brésilienne de l'État du Minas Gerais et la microrégion de Curvelo.